# Reykjanesbraut
La Reykjanesbraut (41) è una strada che da Reykjavík scende a sud ovest verso Sandgerði, nella penisola di Reykjanes in Islanda.